# Headbug
Headbug var en svensk breakbeatgrupp som bestod av Daniel Breitholtz och Mikael Kristensson. 1999 släppte de singeln Ghettoblaster som såldes i 640 exemplar. Till låten Ghettoblaster gjordes även en video som visades i ZTV några gånger.